# Peter Hotton

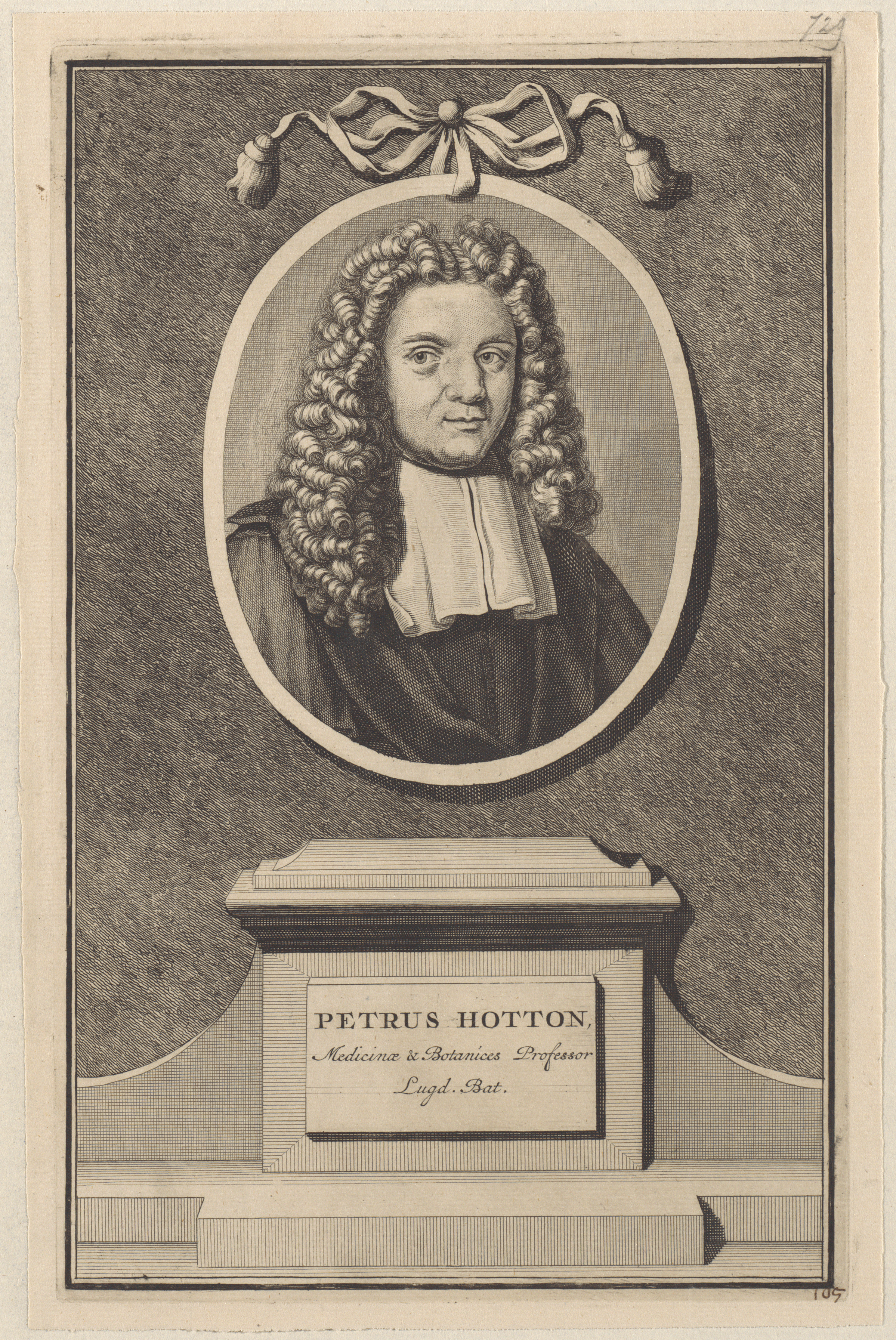
Petrus Hotton (Pieter Houttuyn)

Peter Hotton (* 18. Juni 1648 in Amsterdam; † 10. Januar 1709 in Leiden) war ein niederländischer Mediziner und Botaniker.

## Leben und Wirken
Peter Hotton entstammte einer Familie, die von Frankreich nach Holland gekommen war, sein Vater war der Pfarrer der reformierten Kirche Gottfried Hotton (1596–1656). Das Medizinstudium absolvierte Hotton 1665 in Leiden und promovierte dort 1672. Der Titel seiner Doktorarbeit lautete Positiones quaedam medicae. 
Nach dem Studium wandte sich Hotton der Botanik zu und unternahm eine Studienreise nach Dänemark. Anschließend kehrte er nach Leiden zurück, wo er von 1672 bis 1678 den Botanik-Professor Paul Hermann vertrat, während dieser in Java und Ceylon arbeitete. Nach Hermanns Rückkehr wurde Hotton im Januar 1692 Botaniker des Amsterdamer Hortus Medicus. Als Hermann 1695 starb, erhielt Hotton den Leidener Lehrstuhl für Botanik in Leiden und behielt ihn bis zu seinem Tod im Jahr 1709. 
Hotton hatte die Aufgabe am 9. Mai 1695 mit der Einführungsrede Sermo academicus quo rei herbariae historia et fata adumbrantur angetreten. Als Botaniker hatte er sich vor allem für die Taxonomie interessiert. Sein botanisches System hat 1719 sein Schüler Hermann Boerhaave in dem Werk Historia brevis an Hottonia veröffentlicht. 
Als Botaniker stand er mit Michelangelo Tilli und Joseph Pitton de Tournefort in Kontakt.
Hottons Büchersammlung von 4000 Bänden wurde nach seinem Tod 1709 versteigert, wozu Johan van der Linden einen Katalog anlegte. Nach seinem Tod veröffentlichte man posthum die Arbeit Thesaurus phytologicus.

## Ehrungen
Am 1. Januar 1703 wurde Hotton als Mitglied („Fellow“) in die Royal Society gewählt. Am 31. März 1701 mit dem Beinamen Cratevas I. wurde er Mitglied (Matrikel-Nr. 246) der Leopoldina. Am 4. März 1699 wurde er als korrespondierendes Mitglied in die Académie des sciences in Paris aufgenommen.
Hermann Boerhaave benannte ihm zu Ehren die Pflanzengattung der Wasserfedern als Hottonia. Dieser Name wurde von Carl von Linné übernommen.